# Again (YUI單曲)
《again》是日本唱作女歌手YUI的第十三张单曲碟，於2009年6月3日由STUDIOSEVEN Recordings发行。

## 概要
YUI在2008年8月宣佈暫休後的復出單曲。《again》在開賣日錄得3.4萬張銷量，獲得當日單曲排行榜第一的成績。開賣一星期累積售出超過11萬張。。	 
此單曲的主打歌曲《again》是電視動畫《鋼之鍊金術師 FULLMETAL ALCHEMIST》的主題曲。B面歌曲是以故鄉為主題的《Sea》以及上張單曲《SUMMER SONG》的新版本《SUMMER SONG ~YUI Acoustic Version》。　	 
初回生産限定盤封入的DVD盤，收入《again》的音樂影片和《I'll Be: Special School Live Video》。

## 收錄歌曲
全碟作曲及填詞：YUI。

### 通常版
CD
1. again [4:19]
編曲：Hisashi Kondo
電視動畫《鋼之鍊金術師 FULLMETAL ALCHEMIST》的主題曲
2. Sea [3:37]
編曲：e.u.Band & Hisashi Kondo
3. Summer Song (YUI Acoustic Version) [3:32]
編曲：YUI + northa+
4. again（Instrumental）[4:14]

### 初回生産限定盤
通常版CD + DVD
DVD
1. again -Video Clip-(音樂影片)
2. I'll Be ~“WALKMAN” School Live Movie~(紀錄片)